# GQview
GQview — компьютерная программа для просмотра изображений. Одна из ценных особенностей — быстрый просмотр Raw-изображений.
GQview является свободным программным обеспечением, написанным на языке программирования C, и предназначенным для работы в Linux и других UNIX-подобных операционных системах. Есть форк для Windows.

## Возможности

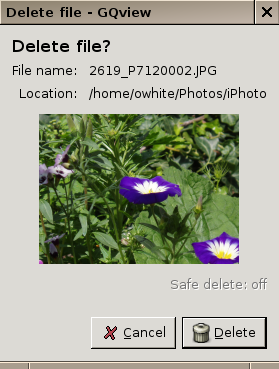
GQView отображает диалог предварительного просмотра при подтверждении удаления файлов

- Просмотр изображений, в том числе в формате RAW.
- Миниатюры изображений в обзоре каталога.
- Показ слайд-шоу.
- Просмотр EXIF-метаданных изображений.
- Настраиваемый вызов внешних редакторов по сочетаниями клавиш.
- Собственная реализация для простейших действий с изображениями.

## История
| Дата | Версия | Новые возможности                              |
| ---- | ------ | ---------------------------------------------- |
| 1998 | 0.0    | Начата разработка программы альфа-версия 0.0.1 |
|      | 0.3    | Поддержка миниатюр                             |
| 1999 |        | Слайд-шоу                                      |
| 2000 | 0.9    | Коллекции изображений, вращение изображений    |
| 2001 |        | Поддержка прозрачности изображений             |
| 2003 | 1.3    | Чтение Exif-метаданных                         |
| 2004 |        | Поиск, поддержка нескольких мониторов          |
| 2005 | 2.0    | Последняя стабильная версия                    |
| 2006 | 2.1.5  | Последняя тестируемая версия                   |

Разработка программы приостановилась в 2006 году. В 2008 году появился форк — программа Geeqie.

## Публикации
- Алексей Федорчук; Алиса Деева.: . GQview. Citkit.ru (25 сентября 2008). Дата обращения: 10 июня 2012. Архивировано из оригинала 28 декабря 2011 года.